# Coleophora totanae
Coleophora totanae is een vlinder uit de familie van de kokermotten (Coleophoridae). De wetenschappelijke naam van de soort is voor het eerst geldig gepubliceerd in 1985 door Giorgio Baldizzone.